# Arrondissement di Jacmel
L'arrondissement di Jacmel è un arrondissement di Haiti facente parte del dipartimento del Sud-Est. Il capoluogo è Jacmel.

## Geografia antropica

### Suddivisioni amministrative
L'arrondissement di Jacmel comprende 4 comuni:
- Jacmel
- Cayes-Jacmel
- La Vallée-de-Jacmel
- Marigot

## Recupero
Nel dicembre 2010, il Capponi Construction Group, un'impresa di costruzioni con sede a Miami, ha deciso di contribuire alla rivitalizzazione di Jacmel. Questa iniziativa è stata realizzata per contribuire a stimolare l'economia turistica per Haiti. Tutto questo per aiutare a rivitalizzare Jacmel, preservandone l'arte, la cultura e le tradizioni. la promozione riguarda le migliori pratiche per fornire un sistema socioeconomico a migliaia di haitiani che vivono nella regione sud-orientale. Capponi Group Haiti sta anche restaurando un centro di smistamento del caffè, nel porto di Jacmel. 

## Disastri naturali
Il terremoto del 2010 a Haiti, fece crollare gran parte del patrimonio architettonico di Jacmel. Si stima all'incirca, che la città portuale venne devastata per il 60/80%.